# Wilhelm Nöldeke (Pädagoge)

„Prof. Dr. Wilh. Nöldeke, von 1853 bis 1873“ an der Stadttöchterschule in Hannover
Ansichtskarte (Ausschnitt) von Friedrich Wilhelm Eichhorn, um 1910

Wilhelm Nöldeke (geboren 21. Dezember 1821 in Bassum; gestorben 1906 in Leipzig) war ein deutscher Lehrer.

## Leben
Nöldeke besuchte das Gymnasium zu Emden, studierte dann von Michaelis 1840 bis Michaelis 1843 an der Universität Göttingen die Fächer Theologie und Philologie und wirkte dann zwei Jahre als Leiter einer Privatschule in Moringen. Anschließend arbeitete er von Michaelis 1845 bis Ostern 1846 als Hilfslehrer am Emdener Gymnasium und kehrte dann für ein halbes Jahr in seine frühere Stellung nach Moringen zurück. Michaelis 1846 wurde er Konrektor am Progymnasium in Northeim, wo er zugleich die dortigen Töchterschule leitete. Von Michaelis 1851 bis Ostern 1853 wirkte er als Ordinarius der dritten Klasse der höheren Bürgerschule zu Hannover, erteilte ab Ostern 1852 zugleich Hilfsunterricht an der Stadttöchterschule und übernahm 1853 die Nachfolge von Hermann Dieckmann als Direktor der Einrichtung.
Im Februar 1873 wurde Nöldeke zum Direktor der erst kurz zuvor gegründeten Leipziger Städtischen Höhere Schule für Mädchen berufen.

## Schriften
- Die Johannis-Freimaurerloge zum schwarzen Bär im Orient von Hannover. 1774–1874. Geschichte der Loge. Von W. Nöldeke. Säkularfeier am 16. und 17. März 1874. Nach den Aufzeichnungen [L.E.] du Bois. Anhang: Verzeichniß sämmtlicher Mitglieder der Loge vom 17. März 1774 bis dahin 1874 – Logenbeamte – Statistisches. Manuscript für Freimaurer. Hofbuchdruckerei der Brüder Jänecke, Hannover 1875, Anhang S. 24. (Digitalisat des Münchener Digitalisierungszentrums)
- Zur Verständigung. In: Bericht über die Höhere Schule für Mädchen zu Leipzig. Bd. 4, Bär & Hermann, Leipzig 1876, S. [3]-27.
- Das Erziehungsgebiet der Frauen, in; Bericht über die Höhere Schule für Mädchen zu Leipzig. Bd. 7, Bär & Hermann, Leipzig 1879, S. [3]–23.
- Erinnerungen aus meinen Lern- und Lehrerjahren. Bär & Hermann, Leipzig 1890.
- Von Weimar bis Weimar. 1872 bis 1897. Festschrift zur Feier des fünfundzwanzigjährigen Bestehens des Deutschen Vereins für das Höhere Mädchenschulwesen. Voigtländer, Leipzig 1897.
- Leben und Wirken von Heinrich Wilhelm Nöldeke, 16. Sept. 1772, 28. Juli 1850 und Johanne Sophie Antoinette Nöldeke geb. Lorberg, 3. Mai 1786, 7. Juni 1838, nach den Quellen geschildert. Schmidt & Baumann, Leipzig 1898.
  - Fortsetzung: Meine Kinderjahre.
    - Teil Bruchstück einer Autobiographie. Leipzig 1893.